# Le Tiercent
Tiercent (bret. An Tergant) – miejscowość i gmina we Francji, w regionie Bretania, w departamencie Ille-et-Vilaine.
Według danych na rok 1990 gminę zamieszkiwały 184 osoby, a gęstość zaludnienia wynosiła 50 osób/km² (wśród 1269 gmin Bretanii Tiercent plasuje się na 1000. miejscu pod względem liczby ludności, natomiast pod względem powierzchni na miejscu 1052.).